# Sun Television
 (avril 2021).
Si vous disposez d'ouvrages ou d'articles de référence ou si vous connaissez des sites web de qualité traitant du thème abordé ici, merci de compléter l'article en donnant les références utiles à sa vérifiabilité et en les liant à la section « Notes et références ».
Pour les articles homonymes, voir Sun TV.
Sun Television Co., Ltd. (株式会社サンテレビジョン, Kabushiki-gaisha San Terebijon, SUN, SUN-TV) est une chaîne de télévision commerciale basée à Kōbe, préfecture de Hyōgo au Japon, également membre de l'Association Japonaise des Chaines Télévisées Indépendantes.

## Sièges
- Siège général - Kobe International Conference Center, 9-1, Minatojima-Nakamachi Rokuchome, Chūō-ku, Kobe, Hyōgo Prefecture, Japon
- Himeji Branch Office - Kobe Shimbun Building, 78, Toyozawacho, Himeji, Préfecture de Hyōgo, Japon
- Tajima Branch Station - Kobe Shimbun Tajima Office, 7-23, Kotobukicho, Toyooka, Préfecture de Hyōgo, Japon
- Tamba Branch Station - Kobe Shimbun Tamba Office, 48-1, Kaibaracho-Kominami, Tamba, Préfecture de Hyōgo, Japon
- Awaji Branch Station - Kobe Shimbun Awaji Office, 2-8, Sakaemachi Nichome, Sumoto, Préfecture de Hyōgo, Japon
- Osaka Branch Office -Teijin Shokusan Building, 10-8, Edobori Itchome, Nishi-ku, Osaka, Japon
- Okayama Branch Station - 19-43-206, Kojima-Akasaki Itchome, Kurashiki, Préfecture d'Okayama, Japon
- Tokyo Branch Office - Deim Ginza Building, 7-18 Ginza Rokuchome, Tokyo, Japon
- Nagoya Branch Station - Yamashita Building, 17-25, Marunouchi Sanchome, Naka-ku, Nagoya, Japon
- Kyushu Branch Station - 2-41-207, Daimyo Nichome, Chūō-ku, Fukuoka, Japon

## Chaines
JOUH-TV - SUN-TV Analog (サンテレビジョン アナログ)
- Mt. Maya, Tatsuno, Fukusaki, etc. - Channel 36
- Nada - Channel 62
- Kita-Hanshin - Channel 42
- Himeji, Ako, Kinosaki, Wadayama, etc. - Channel 56
- Tamba, Kasumi, etc. - Channel 39
- Sasayama - Channel 41

JOUH-DTV - SUN Digital TV (サンデジタルテレビジョン)
- Remote controller button ID: 3
- Mt. Maya, Kita-Hanshin, Hokutan-Tarumi, Himeji, Tatsuno, Ako, Kasumi, Kinosaki, Wadayama, and many others - Channel 26
- Ichijima - Channel 29
- Yoka, Hidaka, Yamasaki and Sayo - Channel 18

## Programme
- SUN-TV Box Seat (サンテレビボックス席?) - Baseball avec l'équipe des Hanshin Tigers et des Orix Buffaloes

## Stations rivales dans la région de Kansai

### Radio et TV
- NHK Kobe Broadcasting Station (NHK神戸放送局?)
- NHK Osaka Broadcasting Station (NHK大阪放送局?)
- Mainichi Broadcasting System, Inc. (毎日放送?, MBC)
- Asahi Broadcasting Corporation (朝日放送?, ABC)
- Kyoto Broadcasting System Co., Ltd. (京都放送?, KBS)

### Radio seulement
- Osaka Broadcasting Corporation (ラジオ大阪?, OBC, Radio Osaka)
- Radio Kansai (Kobe)
- FM OSAKA (Osaka)
- FM 802 (Osaka)
- Alpha Station (Kyoto)

### TV seulement
- TV Osaka (テレビ大阪?, TVO)
- Kansai Telecasting Corporation (関西テレビ?, KTV)
- Yomiuri Telecasting Corporation (読売テレビ?, YTV)
- Nara TV (奈良テレビ?, TVN)
- TV Wakayama (テレビ和歌山?, WTV)